# Casa Elie Radu
Casa Elie Radu de pe strada Icoanei colț cu strada Alexandru Donici nr. 40, proiectată de arhitectul Giulio Magni este un monument istoric aflat pe teritoriul municipiului București.
Casa a fost construită în anii 1894 - 1898 în stil neoromânesc. Imediat după aceea a fost decorată cu picturi murale interioare, o parte dintre ele, și anume medalioanele reprezentând anotimpurile, îi sunt atribuite pictorului George Demetrescu Mirea, celelalte fiind execitate de pictori italieni.
Elie Radu (n. 20 aprilie 1853, Botoșani - d. 10 octombrie 1931) a fost un inginer constructor de poduri și șosele, pedagog și academician român. S-a dovedit un luptător pentru drepturile profesionale ale inginerilor, a stimulat și a îndrumat creația inginerească. A deținut funcția de președinte al Societății Politehnice în anii 1898, 1903 și 1904.
În prezent, în clădire funcționează un bistro.